# Plectrogeniidae
Famille
La famille des Plectrogeniidae n'est pas reconnue par ITIS qui place ses genres dans la famille des Scorpaenidae.
Cette famille est reconnue par FishBase et NCBI.

## Liste des genres
Selon FishBase :
- genre Plectrogenium
  - Plectrogenium barsukovi  Mandrytsa, 1992
  - Plectrogenium nanum  Gilbert, 1905

Selon Catalogue of Life (6 décembre 2020) et World Register of Marine Species (6 décembre 2020) :
- genre Plectrogenium Gilbert, 1905